# Audion

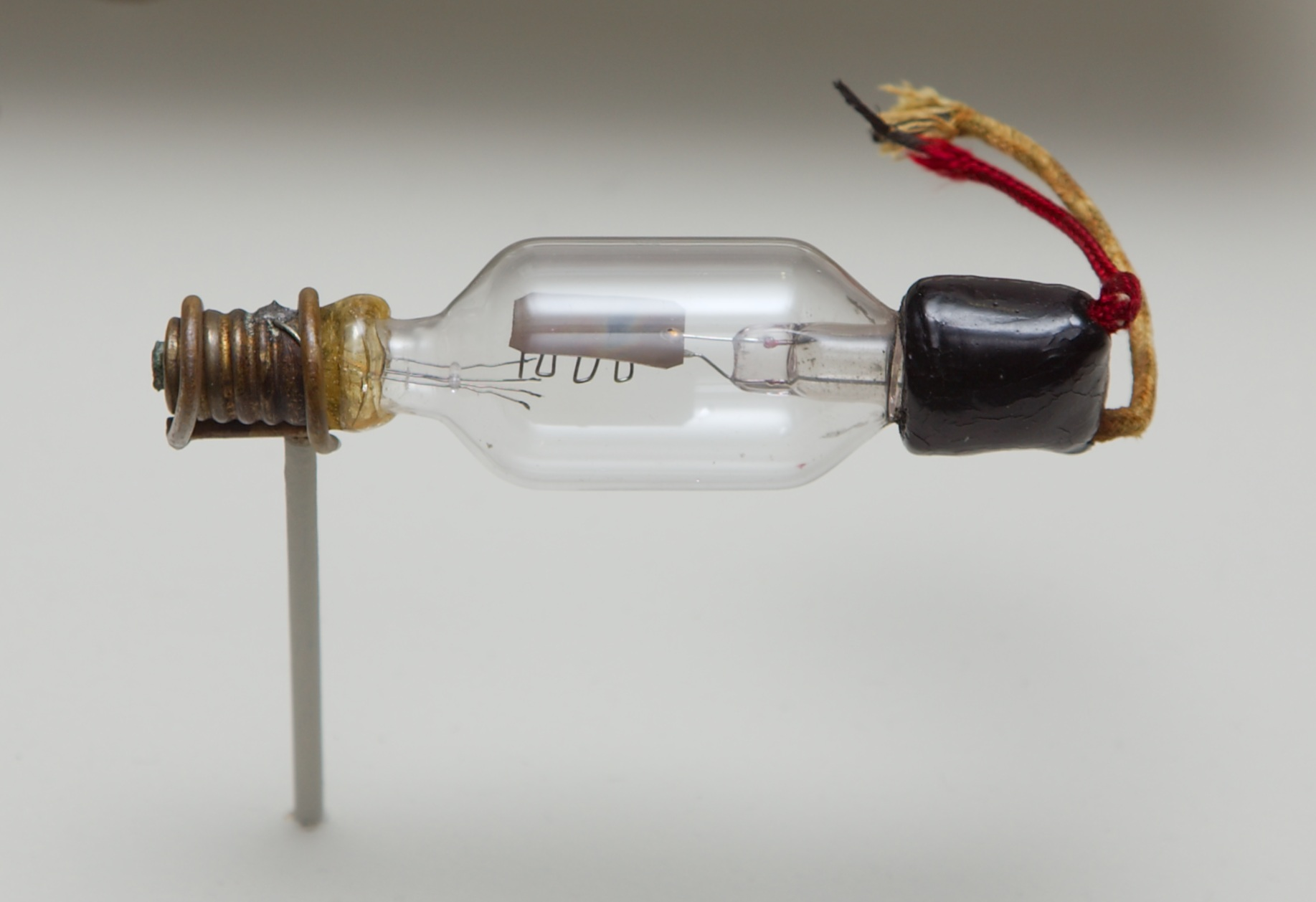
1908-as Audion cső (Trióda).

Az Audion egy AM vevőkben használt demodulátor kapcsolás. A kapcsolás lényege, hogy egy darab aktív elemmel (tranzisztor, vagy elektroncső) végzi a jel demodulálását, és erősítését. A kapcsolást Lee De Forest dolgozta ki és 1906-ban megkapta rá a szabadalmat.
A kapcsolás kidolgozását a szintén Lee De Forest által megalkotott audion cső tette lehetővé, ami egy kezdetleges trióda.

## Elnevezése
A név Lee de Foresttől származik. Kifejezi azt, hogy emberi hang erősítése és továbbítása céljából hozták létre: a latin audire (hall, hallás) és az új-angol -on képző összetételéből származik

## Szükségessége

### Elektroncsöves technikánál

Elektroncsöves audion kapcsolás telepes táplálással (anódkönyök egyenirányító)

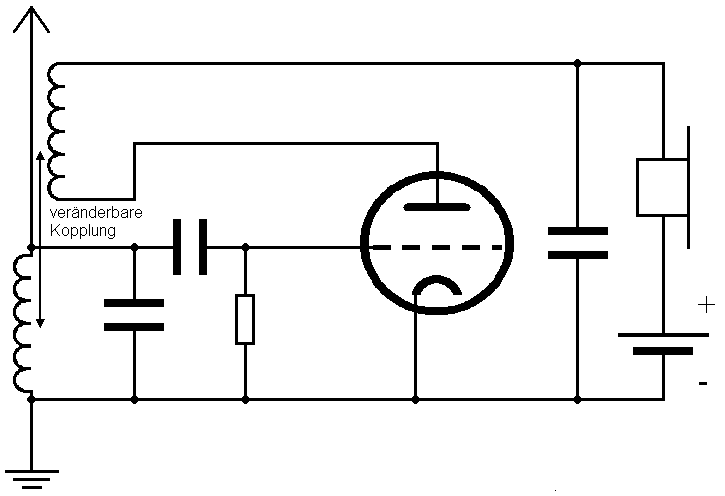
Audion kapcsolás induktív visszacsatolással. A visszacsatolás a két tekercs egymáshoz képesti mozgatásával szabályozható.

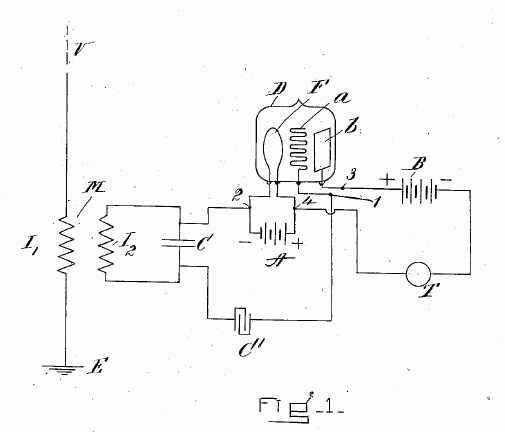
A kapcsolási rajz a szabadalmi leírásból

Egy elektroncsővel lehetett elvégezni a demodulálást, és az erősítést, ezzel lehetett csökkenteni az elektroncsövek számát.
A ráccsal sorba kötött ellenállás és kondenzátor az elektroncsövet olyan munkapontba állítja be, hogy a katód és rács egy diódát alkosson, az egész trióda pedig a demodulált jelet felerősíti.
Ezt a kapcsolási technikát nevezik "anódkönyök egyenirányítónak" vagy "anódkönyök demodulátornak". Hasonló elven működik, mint a tranzisztoros demodulátor.
A fűtőkörbe kötött potenciométer a telep merülése miatti fűtés csökkenés utánszabályozására szolgál.

### Visszacsatolás
A visszacsatolt audion kapcsolásnál a kimeneti jelet pozitív visszacsatolásként a bemenő jelhez keverjük. A visszacsatolt audion érzékenysége és szelektívitása is jobb, mint az alapkapcsolásé, azonban kezelése komplikáltabb, mivel a visszacsatolást is szabályozni kell, valamint túlzott visszacsatolás esetén a kapcsolás a rezgőkör rezonancia-frekvenciáján rezegni kezd, és ezt a jelet az antennán kisugározza, amivel a környéken zavarja az adott állomás vételét.
A visszacsatolás beállításának nehézségét az okozza
- hogy a legnagyobb érzékenységet és a legjobb szelektivitást közvetlenül a gerjedési pont előtt adja, egy nagyon szűk tartományban
- az üzemi frekvencia elhangolásával a visszacsatolás mértéke is változik, ezért a visszacsatolás mértékét is szabályozni kell. A visszacsatoló- és a hangolókondenzátor együttfutásáról gondoskodni kell.

### Félvezetős technikánál
A félvezető diódák nyitófeszültsége néhány száz mV; ennél kisebb csúcsfeszültségű jeleket nem lehet félvezető diódával demodulálni. Audion kapcsolásnál azonban ez a probléma megfelelő munkapont beállításával áthidalható.
A tranzisztoros vagy FET-es audion nem igényel fűtést, ezért felépítése is egyszerűbb, valamint a fogyasztása is lényegesen kevesebb.
A félvezetős technika lehetővé tette a hordozható és a miniatűr rádiókészülékek gyártását.
Félvezetős technikával megvalósítható mind a könyökanódos egyenirányítású audion, mind a visszacsatolt audion kapcsolás.

## Visszacsatolt audion megvalósítása tranzisztorral[4]
Ez a kapcsolás megfelelő érzékenységű tranzisztor alkalmazása esetén nem csak egyszerű demodulátor, hanem egy kezdetleges rádiókészülékként is működik. Ha az L2-L3-L4 tekercset ferritrúdra tekercseljük, akkor ferritrudas antennaként is működik. A P1 pontra külső antenna, a P2 pontra pedig földelés csatlakoztatható. Ha többfokozatú egyenes vevő részeként használjuk, akkor az L1-L2-L3 tekercseket közös vasmagra, árnyékolóserleges tekercsre csévéljük, ilyenkor a P1-P2 kapocsra a nagyfrekvenciás előerősítő kimenete kapcsolható.
Az L2-L3-C3 egy párhuzamos rezgőkört alkot, ez határozza meg a készülék vételi frekvenciáját. A rezgőkörön megjelenő nagyfrekvenciás jelet az L4 tekercs által induktív csatolás útján juttatjuk el a T1 tranzisztor bázisára. A csatolás a fázisfordításról is gondoskodik. A C4 kondenzátor az egyenáramú leválasztást szolgálja. A visszacsatolást a T1 tranzisztor kollektoráról a C5 kondenzátoron keresztül juttatjuk be a rezgőkörbe, az L2-L3 tekercs közös pontjára.
A C3 és a C5 kondenzátor forgókondenzátor, a C3 kondenzátorral az üzemi frekvenciát (állomáskereső) állíthatjuk be, a C5 kondenzátorral pedig a visszacsatolás mértékét szabályozhatjuk.
A T1-R1-R2-R3-R4-C1 komponensek egy A osztályú erősítőkapcsolást alkotnak, az R1-R2 ellenállásokkal a T1 tranziszor munkapontját állítjuk be a lineáris szakasz közepére. A P5 ponton kapja az erősítő a tápfeszültséget. Az L1 fojtótekercs a rádiófrekvenciás jelet szűri ki. A hangfrekvenciás jelet a P3-P4 kapcson vezethetjük ki, a C2 kondenzátor az egyenáramú leválasztást szolgálja.
A P3-P4 ponton megjelenő hangjel elegendő egy fülhallgató megszólaltatásához. Többfokozatú egyenes vevőknél a P3-P4 kapocsra hangfrekvenciás erősítő csatlakozik.